# Hollardia meadi
Hollardia meadi és una espècie de peix de la família dels triacantòdids i de l'ordre dels tetraodontiformes.

## Morfologia
- Els mascles poden assolir 10 cm de longitud total.[3][4]

## Hàbitat
És un peix marí, de clima tropical i demersal que viu entre 54-450 m de fondària.

## Distribució geogràfica
Es troba des de Florida (Estats Units) i les Bahames fins a Barbados i el nord de Sud-amèrica.

## Observacions
És inofensiu per als humans.